# マーテーサルカ - ナジカーロイ線
マーテーサルカ - ナジカーロイ線（ハンガリー語;Mátészalka–Nagykároly-vasútvonal）は、ハンガリー国鉄の鉄道線の名称である。路線番号は115。なお、ナジカーロイは、ルーマニアのカレイ市のハンガリー語名である。

## 運行形態[1]
大部分は、マーテーサルカ - ティボルサーラーシュ間の運行。一日あたり、平日12～14往復、休日11～13往復の運行。一部は、110号線デブレツェン方面、111号線ザーホニ方面に直通する。
2023年度以前は、うち2往復が国境を越えてカレイまで直通していた。

## 駅一覧
以下では、ハンガリー国鉄115号線の駅と営業キロ、停車列車、接続路線などを一覧表で示す。なお、全て各駅停車である。2024年度以降、ティボルサーッラーシュ - カレイ間には定期の旅客列車が運行していない。
| 路線名 | 駅名                   | 駅間営業キロ | 累計営業キロ | 接続路線                                                                                 | 所在地                         | 所在地           |
| ------ | ---------------------- | ------------ | ------------ | ---------------------------------------------------------------------------------------- | ------------------------------ | ---------------- |
| 115    | マーテーサルカ駅       | -            | 0            | 110号線（デブレツェン方面） 111号線（ザーホニ方面）、113号線（フェヘールジャルマト方面） | サボルチ・サトマール・ベレグ県 | マーテーサルカ郡 |
| 115    | ニールチャホイ駅       | 6            | 6            |                                                                                          | サボルチ・サトマール・ベレグ県 | マーテーサルカ郡 |
| 115    | ナジェチェド駅         | 6            | 12           |                                                                                          | サボルチ・サトマール・ベレグ県 | マーテーサルカ郡 |
| 115    | ティボルサーラーシュ駅 | 6            | 18           |                                                                                          | サボルチ・サトマール・ベレグ県 | マーテーサルカ郡 |
| 115    | カレイ駅               | 16           | 34           | ルーマニア国鉄 402号線（ブカレスト方面、サトゥ・マーレ方面） 412号線（ザラウ方面）       | サトゥ・マーレ県               | カレイ市         |